# Área de Proteção Ambiental de Itupararanga
A Área de Proteção Ambiental (APA) de Itupararanga foi criada pela Lei Estadual nº 10.100, de 01 de dezembro de 1998 e alterada pela Lei Estadual 11.579 de 02 de dezembro de 2003, pelo deputado Hamilton Pereira, cujo objetivo é o uso sustentável e conservação ambiental. A área de da APA corresponde à área da bacia hidrográfica da Represa de Itupararanga, que inclui os municípios de Alumínio, Cotia, Ibiúna, Mairinque, Piedade, São Roque, Vargem Grande Paulista e Votorantim, com área total de 93.356,75 hectares. A realização da APA é fruto de diversos estudos efetuados inicialmente pela UNISO - Universidade de Sorocaba.
A Represa de Itupararanga constitui-se no maior reservatório manancial de água doce da região de Sorocaba. A atividade agrícola com uso de agrotóxicos próxima às margens do reservatório bem como o uso da água sem o controle dos órgãos fiscalizadores pode trazer sérios prejuízos à qualidade da água que abastece os vários municípios. Grande parte da Serra de São Francisco encontra-se no âmbito da Área de Proteção Ambiental de Itupararanga que visa à proteção de todos os mananciais. O local é de especial interesse ecológico por representar um dos últimos refúgios da fauna e flora local e da região.